# Восемнадцатое брюмера Луи Бонапарта
Восемнадцатое брюмера Луи Бонапарта (нем. Der achtzehnte Brumaire des Louis Bonaparte) — работа К. Маркса. Написана в декабре 1851 — марте 1852 года.

## Содержание
На основе материалистической диалектики дан анализ основных этапов французской революции 1848 года, объясняются причины контрреволюционного переворота Луи Бонапарта в декабре 1851 года. На конкретном примере Франции классовая борьба рассматривается как движущая сила истории.
Маркс подчёркивает глубокое различие между фразами и иллюзиями тех или иных политических партий и их действительной природой.

Подобно тому, как в обыденной жизни проводят различие между тем, что человек думает и говорит о себе, и тем, что он есть и делает на самом деле, так в исторических битвах ещё более следует проводить различие между фразами и иллюзиями партий и их действительной организацией, их действительными интересами, между их представлением о себе и их реальной природой.
Бонапартистский переворот 2 декабря 1851 года в работе рассматривается не как следствие личных происков узурпатора Луи Бонапарта и его клики (что возвеличивает роль его личности в истории), а как следствие роста контрреволюционности буржуазии, краха политики буржуазных партий, из страха перед революционными завоеваниями отдавшими власть бонапартистским заговорщикам. Маркс отмечает, что в революции 1848 года во Франции, в противоположность революции конца XVIII века, руководящая роль переходила в руки всё более правых партий: 

Революция движется, таким образом, по нисходящей линии.
На примере конституции Второй республики отмечается ограниченный, противоречивый характер буржуазной демократии.

Каждый параграф конституции содержит в себе самом свою собственную противоположность, свою собственную верхнюю и нижнюю палату: свободу — в общей фразе, упразднение свободы — в оговорке.

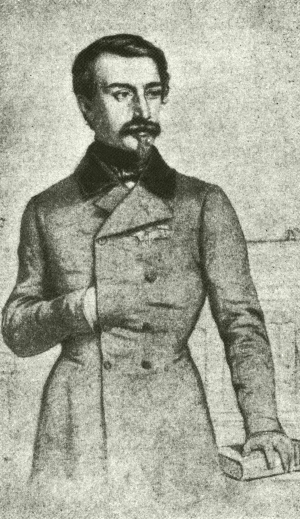
Наполеон III, литография, 1848

Дана политическая характеристика бонапартизма: его признаками является политика лавирования между классами, кажущаяся самостоятельность государственной власти, популизм — демагогическая апелляция ко всем общественным слоям, прикрывающая защиту интересов эксплуататорской верхушки.

Бонапарту хотелось бы играть роль патриархального благодетеля всех классов.
Маркс подчёркивает, что опорой бонапартистского режима является консервативное крестьянство.

Бонапарт — представитель класса, и притом самого многочисленного класса французского общества, представитель парцельного крестьянства.
Луи Бонапарт использовал в своих интересах политическую отсталость и забитость парцельного крестьянства.

Династия Бонапарта является представительницей не просвещения крестьянина, а его суеверия, не его рассудка, а его предрассудка, не его будущего, а его прошлого…
Маркс видит задачу пролетарской революции по отношению к старой государственной власти в том, чтобы сломать её.

Все перевороты усовершенствовали эту машину вместо того, чтобы сломать её.